# Ángela Fuste
Ángela Fuste Lamarca (n. Caracas, Venezuela; 23 de diciembre de 1970) es una actriz y presentadora de televisión venezolana. Se dio a conocer como Miss Distrito Federal, en el Miss Venezuela 1990. Gran parte de su carrera actoral la ha realizado en México.

## Carrera
Inició su carrera como actriz en varias telenovelas de Venevisión.
En 1997 estuvo como presentadora del programa matutino Gente de la Mañana de RCTV. Más tarde, en 1999 animó el programa de concursos Carrusel de la Alegría junto con Reinaldo José Pérez en el hoy extinto canal Marte Televisión.
En el año 2000 emigró a México.

## Filmografía

### Telenovelas
- UEPA! Un escenario para amar (2015) .... Carmen de Williams
- Secretos de familia (2013) .... Patricia Mendoza de Miranda
- A corazón abierto (2011) .... Lucía Serrano
- Cachito de mi corazón (2008) .... Anita
- Se busca un hombre (2007) .... Mercedes
- Machos (2005) .... Isabel Fonseca
- La heredera (2004) .... Brenda Arellano
- La hija del jardinero (2003) .... Amelia Alcántara
- Como en el cine (2001) .... Bárbara Escalante Montiel
- Adorable Mónica (1990) .... Margarita
- Pasionaria (1990) ....Erika

### Series
- Entre correr y vivir (2016) ... Doña Conchita
- Lo que callamos las mujeres (2009) ... Clara Mendoza de Solís
- Ni una vez más (2006) ... Iris